# Winifrida Mpembyemungu
Winifrida Mpembyemungu (nascida em 1972) é uma política ruandesa, actualmente membro da Câmara dos Deputados no Parlamento do Ruanda.
Mpembyemungu é a ex-prefeita de Musanze. Em 2013, a sua casa foi atacada com explosivos, resultando na morte de um bebé e dois feridos. Em 2015, seis pessoas foram condenadas à prisão perpétua por este e outros ataques terroristas patrocinados pelas FDLR.
Em abril de 2016, agressores atacaram a sua casa à noite, resultando num homem baleado e morto pelas forças de segurança.
Em junho de 2018, Mpembyemungu venceu por pouco a ex-parlamentar Marie Therese Murekatete pela lista da Frente Patriótica do Ruanda pelo distrito de Musanze.